# Tiszabura
Tiszabura là một thị trấn thuộc hạt Jász-Nagykun-Szolnok, Hungary. Thị trấn này có diện tích 45,2 km², dân số năm 2010 là 2844 người, mật độ 63 người/km².